# Cullen Jones
Pour les articles homonymes, voir Jones.
Cullen Jones, né le 29 février 1984 à New York dans l'État de New York, est un nageur américain en activité, spécialiste des épreuves de sprint en nage libre (50 et 100 m). Dans le cadre de l'équipe américaine, il détient le record du monde du relais 4 × 100 m nage libre (long cours). Toujours au sein du relais américain 4 × 100 m nage libre, il est sacré champion olympique en 2008, record du monde à la clé. En juillet 2009, Cullen Jones a établi le record américain du 50 mètres nage libre lors des Championnats US National à Indianapolis, dans l'Indiana. Aux Jeux olympiques d'été de 2012, il a remporté une médaille d'argent au relais 4 × 100 mètres nage libre et le 50 mètres nage libre.

## Biographie
Né dans le Bronx, à New York, Jones s'installe à Irvington dans le New Jersey. Il apprend à nager après avoir été sauvé d'une quasi-noyade dans une piscine à Dorney Park & Wildwater Kingdom en Pennsylvanie à l'âge de cinq ans. Il est devenu un nageur groupe d'âge chez Metro Express[pas clair], une équipe de club au Centre communautaire juif de West Orange (New Jersey), sous la direction de l'entraîneur-chef Ed Nessel. Jones est diplômé de l'école préparatoire de Saint-Benoît à Newark (New Jersey), en 2002. 

## Carrière professionnelle
Jones rejoint North Carolina State University, où il étudie l'anglais et fait partie de l'équipe universitaire en natation et en plongeon pour l'équipe NCAA des NC State Wolfpack de 2003 à 2006. Il devient professionnel à l'été 2006, après avoir signé avec Nike et fait irruption sur la scène peu de temps après à la 2006 Pan Pacific championnats de natation où il établit un record de la compétition dans le 50 mètres nage libre avec un temps de 21,84 secondes. Il a également nagé lors du record mondial 4 × 100 mètres nage libre avec Michael Phelps, Jason Lezak et Garrett Weber-Gale. En 2007, il remporte une médaille d'or au 4 × 100 mètres nage libre avec les mêmes coéquipiers dans les Championnats du monde de natation 2007. 
En relais, il obtient la médaille d'or lors des Championnats du monde 2007 à Melbourne, compétition au cours de laquelle il remporte également la médaille d'argent sur le 50 m nage libre. Toujours au sein du relais américain 4 × 100 m nage libre, il est sacré champion olympique en 2008, record du monde à la clé.
Jones est le deuxième afro-américain à détenir ou partager un record du monde (4 × 100 mètres nage libre relais) en natation après  Anthony Ervin. Il est également le troisième afro-américain à faire partie de l'équipe américaine olympique de natation après Anthony Ervin et Maritza Correia. Jones a battu le record américain du 50 mètres nage libre avec un temps de 21,59s. Lors des Jeux Olympiques de Pékin en 2008, il remporte une médaille d'or au 4 × 100 mètres nage libre en un temps record du monde de 3:08.24 avec Michael Phelps, Jason Lezak et Garrett Weber-Gale.
En juillet 2009, Jones établit le record américain dans le 50 mètres nage libre lors des Championnats nationaux à Indianapolis. Aux qualifications pour les JO 2012, Jones a fait partie de l'équipe olympique pour la deuxième fois en terminant premier dans le 50 mètres nage libre et le deuxième dans le 100 mètres nage libre, ce qui le qualifie pour le 4 × 100 mètres nage libre.
Dans la finale du 50 mètres nage libre, Jones a gagné avec un temps de 21,59, avec un centième (0,01) d'avance sur la deuxième place Anthony Ervin (21.60) . 
En 2012, aux Jeux olympiques d'été à Londres, Jones remporte une médaille d'argent dans la discipline du 50 m nage libre et du relais 4 × 100 mètres nage libre hommes. 
Il a également gagné une médaille d'or avec l'équipe américaine dans le  relais 4 × 100 mètres quatre nages  après avoir nagé la nage libre pendant les qualifications[pas clair]. Il participe aussi au 100 mètres nage libre, mais il n'est pas qualifié pour la finale.

## Palmarès

### Jeux olympiques
- Jeux olympiques de 2008 à Pékin (Chine) :
  -  Médaille d'or du relais 4 × 100 m nage libre.

- Jeux olympiques de 2012 à Londres (Angleterre) :
  -  Médaille d'argent du relais 4 × 100 m nage libre.
  -  Médaille d'argent 50 m nage libre.
  -  Médaille d'or au titre du relais 4 × 100 m quatre nages

### Championnats du monde
- Championnats du monde en petit bassin 2006 à Shanghai (Chine) :
  -  Médaille d'argent du 50 m nage libre.
  -  Médaille de bronze au titre du relais 4 × 100 m nage libre[Note 1].

- Championnats du monde 2007 à Melbourne (Australie) :
  -  Médaille d'or au titre du relais 4 × 100 m nage libre.
  -  Médaille d'argent sur l'épreuve du 50 m nage libre.

### Championnats pan-pacifiques
- Championnats pan-pacifiques 2006 à Victoria (Canada) :
  -  Médaille d'or du 50 m nage libre.
  -  Médaille d'or au titre du relais 4 × 100 m nage libre.

## Records

### Records personnels
Ces tableaux détaillent les records personnels de Cullen Jones au 15 juillet 2009.
| Épreuve          | Temps   | Compétition                      | Lieu                     | Date       |
| 50 m nage libre  | 21 s 41 | Championnats des États-Unis 2009 | Indianapolis, États-Unis | 11/07/2009 |
| 100 m nage libre | 48 s 31 | Championnats des États-Unis 2009 | Indianapolis, États-Unis | 10/07/2009 |